# Вакареа (Горж)
Вакареа (рум. Văcarea) насеље је у Румунији у округу Горж у општини Данешти. Oпштина се налази на надморској висини од 215 m.

## Становништво
Према подацима из 2002. године у насељу је живело 575 становника, од којих су сви румунске националности.